# Automotriz Ouro Branco
A Automotriz Ouro Branco (EFS) foi um modelo de automotriz diesel-mecânica projetado e construído na Alemanha pelas empresas Gebrüder Credé e Linke-Hofmann-Busch Werke no final da década de 1930 para a Estrada de Ferro Sorocabana. Projetada especialmente para a bitola métrica, a automotriz tinha velocidade máxima de 105 quilômetros por hora e capacidade para transporte de 132 passageiros (divididos por duas classes). Inicialmente empregada na rota São Paulo - Bauru, acabou sendo transferida para a rota São Paulo – Santos, onde operou até 1969, quando foi retirada de serviço e sucateada em 1970.

## Projeto e construção
O governo de São Paulo lançou um amplo programa de modernização da Estrada de Ferro Sorocabana na década de 1930, incluindo a renovação do transporte de passageiros no estado. Utilizando-se de créditos obtidos na Alemanha com a venda de café e algodão, o governo paulista adquiriu em 1936 carros de passageiros e automotrizes das empresas alemãs Linke-Hofmann-Busch Werke e Gebrüder Credé. Os 24 carros de passageiros formaram os trens Ouro Verde (em alusão ao café) enquanto que as duas automotrizes foram batizadas de Ouro Branco (em alusão ao algodão).
As duas automotrizes de três carros foram fabricadas em Bresláva e Kassel. Cada uma foi equipada com dois motores Humboldt-Deutz, de 275 cavalos vapor, 12 cilindros e limite de 1500 RPM, caixa de transmissão mecânica tipo Mylius, truques convencionais da fábrica Jacobs, freios à ar comprimido Hildebrand-Knorr (com capacidade de frenagem de até 130% da tara dos carros), engates Henricot, carroceria mista, com partes em aço inoxidável e aço carbono. A carroceria foi construída pela empresa Gebrüder Credé, com uma composição mista de aço inoxidável na parte inferior e aço carbono na superior.

## Operação
Os trens foram embarcados para o Brasil em janeiro de 1939. Após testes, a viagem inaugural do "Ouro Branco" entre São Paulo e Bauru foi realizada em 13 de abril de 1939. Após problemas técnicos, o trem foi retirado de circulação para reparos por algum tempo. Posteriormente as viagens foram alteradas para o trecho São Paulo-Botucatu. Com a Segunda Guerra Mundial, a importação de peças e insumos da Alemanha ficou restrita. Com isso, as automotrizes circularam cada vez menos até serem retiradas de serviço em 1944 por problemas mecânicos. Após quatro anos estacionadas no pátio Barra Funda, foram transferidas para as oficinas de Sorocaba, onde agudaram reparos até meados de 1952.
Em 1952 os obsoletos motores Humboldt-Deutz foram substituídos por unidades Mercedes-Benz MB-846 e as automotrizes foram transferidas para o trecho São Paulo-Santos-Juquiá, sendo reformadas internamente. Em 3 de outubro de 1957 passaram a utilizar o Ramal de Jurubatuba para o acesso à Santos.  Com isso, o percurso entre as estações Julio Prestes e Ana Costa (Santos) era feito em 3h10. Aos poucos, as automotrizes foram perdendo espaço para novas locomotivas diesel adquiridas pela Sorocabana até serem retiradas de serviço em meados de 1969.